# Zaphne ignobilis
Zaphne ignobilis är en tvåvingeart som först beskrevs av Zetterstedt 1845.  Zaphne ignobilis ingår i släktet Zaphne och familjen blomsterflugor. Arten är reproducerande i Sverige. Inga underarter finns listade i Catalogue of Life.